# Rząd jedności narodowej
Rząd jedności narodowej – kolegialny organ władzy wykonawczej, w którego skład wchodzą członkowie wszystkich partii lub zdecydowanej większości partii reprezentowanych w parlamencie.
Rząd taki powstaje z reguły w sytuacjach szczególnych dla państwa, tj. zagrożenia zewnętrznego, kryzysu wewnętrznego itp., ma on charakter przejściowy i kończy działalność, gdy zagrożenie lub kryzys minął.